# Трудовое (Сахалинская область)
Трудово́е — село в Поронайском городском округе Сахалинской области России, в 51 км от районного центра.

## География
Находится на берегу реки Кривой.

## История
Невский сельский Совет с центром в населенном пункте Нева (бывший Цебукару) образован Указом Президиума Верховного Совета РСФСР от 15 октября 1947 года в составе Поронайского района Сахалинской области.
В связи с тем, что из центра расположения Невского сельского Совета, населенного пункта Нева в 1962 году основные организации и предприятия перебазировались в другие населенные пункты, решением Сахалинского облисполкома № 503 от 29 декабря 1962 года центр Невского сельского Совета перенесён в населенный пункт Устье Поронайского района. Решением облисполкома № 327 от 13 сентября 1963 года Невский сельский Совет переименован в Устьевский сельский Совет.
В 1965 году центр Устьевского сельского совета перенесен в с. Трудовое и решением Сахалинского облисполкома № 27 от 26 января 1965 года Совет переименован в Трудовской сельский Совет Поронайского района.
Сельсовет находился в 61 км. от г. Поронайска. В составе сельсовета были населенные пункты Устье, Речное, Промысловое, Гензапань, Коса. Население составляло 1,6 тысяч человек.
В 1958 году в с. Трудовое была объявлена комсомольская стройка, на которую прибыли со всех концов страны около ста сорока человек для строительства Владимировского леспромхоза. В этом же году были открыты библиотека клуб с киноустановкой, детские ясли, возводились детсад и магазин.
В 1959 году открыто почтовое отделение и отделение сберкассы.
В 1962 году открыты лесоучасток сплавной и лесозаготовительной конторы, семилетняя школа, которая с 1968 года стала восьмилетней, больница на 15 мест, детский сад-ясли на 45 мест, клуб с киноустановкой, библиотека, аптечный пункт, 2 магазина на 2 рабочих места, столовая на 20 мест, хлебопекарня на 250 кг в сутки.
В 1963 году заканчивается строительство Владимировского леспромхоза в составе сплавной и лесозаготовительной конторы находилась узкоколейная железная дорога.
В 1971 году расширена больница в селе до 30 коек с организацией в ней диагностических и лечебных кабинетов за счет закрытой в селе Соболиное больницы на 10 коек. При больнице открыта аптека.
В 1975 году восьмилетняя школа реорганизована в среднюю школу.
На территории Трудовского сельсовета были расположены рыболовецкие бригады и звероферма колхоза «Дружба», сплавной и лесозаготовительный участки, 2 семилетние и 3 начальные школы, 4 медпункта, 3 аптечных пункта, 6 магазинов, детских садов и яслей на 75 мест, почтовое отделение.
В дальнейшем инфраструктура села менялась незначительно.
С ликвидацией Поронайского леспромхоза и отсутствием других действующих предприятий обеспечение жизнедеятельности поселка становится проблематичным, принимается решение о переселении жителей с. Трудовое в другие населенные пункты района.

## Население
| 2002 | 2010 | 2013 | 2021 |
| ---- | ---- | ---- | ---- |
| 312  | ↘60  | ↘44  | ↘0   |

По переписи 2002 года население — 312 человек (167 мужчин, 145 женщин). Преобладающая национальность — русские (89 %).